# British Academy Film Award/Beste Filmmusik

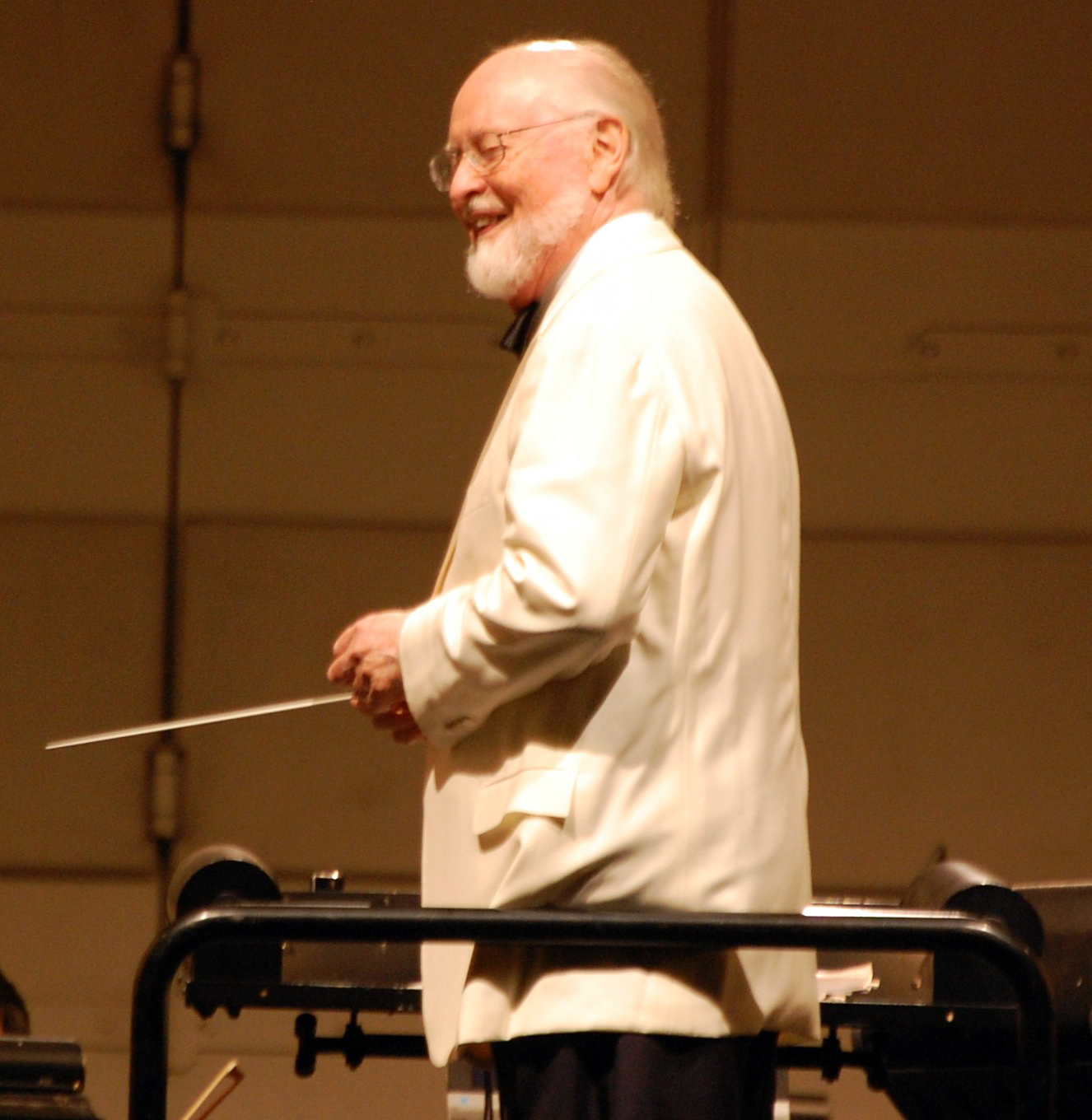
John Williams (2009)

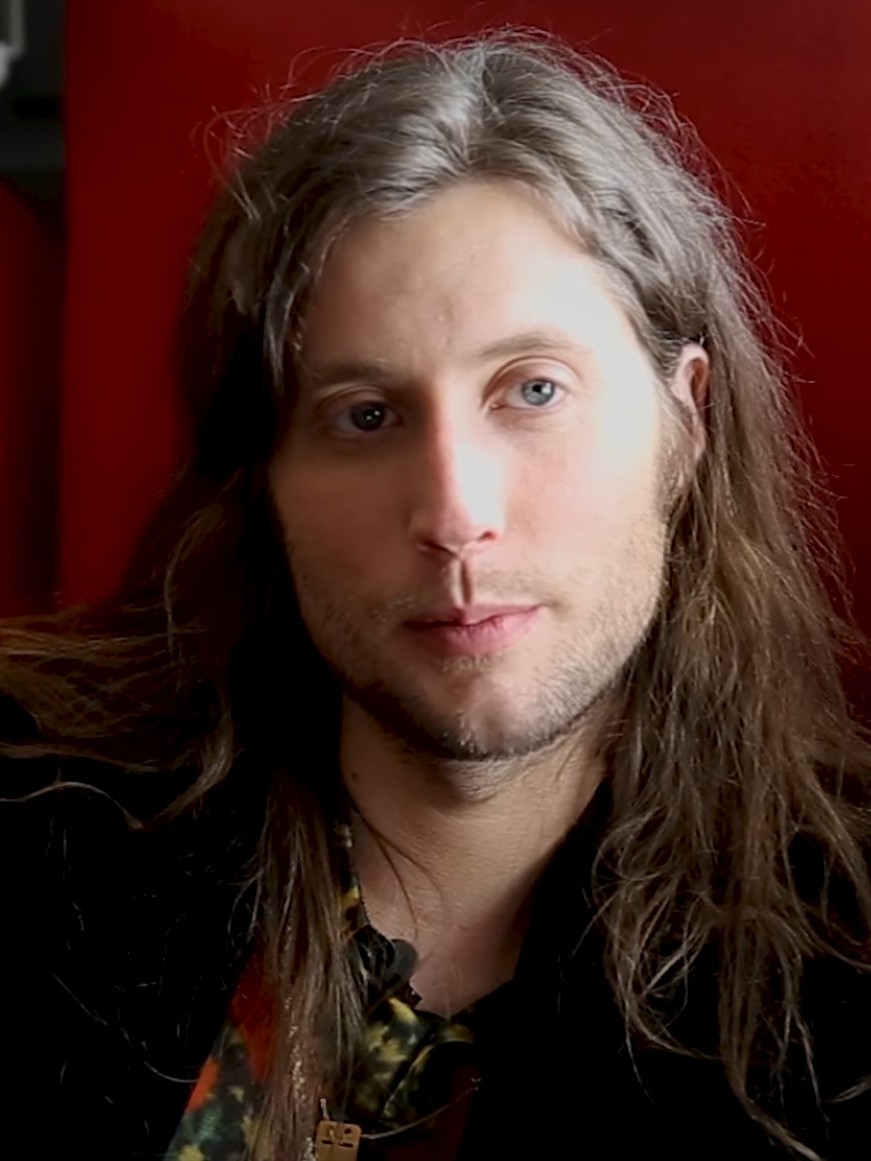
Preisträger 2024: Ludwig Göransson (Oppenheimer)

Gewinner und Nominierte in der Kategorie Beste Filmmusik (Best Original Music) seit der ersten Verleihung bei den British Academy Film Awards (BAFTA Awards) im Jahr 1969. Die Kategorie wurde ursprünglich als Anthony Asquith Memorial Award in Erinnerung an den verstorbenen britischen Filmregisseur Anthony Asquith (1902–1968) ins Leben gerufen. Der Anthony Asquith Memorial Fund zeichnete die Preisträger mit einer aus grünen Jaspis gefertigten Wedgwood-Tafel aus, die das Abbild Asquiths zeigte. Ab 1979 firmierte die Preiskategorie dann unter wechselnden Bezeichnungen wie Original Film Music (1980–1981, 1990–1992), Score for a Film (1982–1987), Original Film Score (1988–1989) oder Score (1992), ehe sie von 1993 bis 2006 wieder in Anthony Asquith Award for achievement in Film Music umbenannt wurde.
21 Mal stimmte der Gewinner mit dem Oscar-prämierten Filmkomponisten überein, zuletzt 2022 geschehen mit der Preisvergabe an Hans Zimmer (Dune). Als einzige Komponisten aus dem deutschsprachigen Raum wurden Hans Zimmer (1992, 1995, 2001, 2009, 2011, 2015, 2018, 2022) und Marc Streitenfeld (2008) nominiert, konnten den British Academy Film Award aber nicht gewinnen. Zimmer gewann 2022 für seine Filmmusik zum Film Dune.
Nach den aktuellen Regelungen können sich Filme qualifizieren, die mehr als fünfzig Prozent Originalkompositionen aufweisen, wenn diese direkt für die Filmproduktion geschaffen wurden. Nennungen erhalten die Komponisten als verantwortliche Personen für das Gesamtwerk eines Films, das nicht nur Instrumentalmusik, sondern auch Songs mit einschließt (eine separate Kategorie für Filmsongs, wie beispielsweise bei den Oscars oder Golden Globe Awards ausgelobt, existiert nicht). Sollten die Komponisten weniger als die Hälfte der Originalmusik kreiert haben, können weitere beitragende Musiker Nennungen erhalten. Die Komponisten der eingereichten Filme müssen im Vorfeld schriftlich über sogenannte „Cue Sheets“ angeben, welche Kompositionen sie selbst kreiert haben und welche nicht.
| Statistik                | Name          | Anzahl | Jahr |
| Häufigste Auszeichnungen | John Williams | 7      | 1976, 1979, 1981, 1983, 1989, 1994, 2006                                                                  |
| Häufigste Nominierungen  | John Williams | 18     | 1976 (2×), 1979, 1979, 1981, 1982, 1983, 1989, 1994, 1999, 2003, 2006, 2012, 2013, 2014, 2015, 2019, 2020 |

Die unten aufgeführten Filme werden mit ihrem deutschen Verleihtitel (sofern ermittelbar) angegeben, danach folgt in Klammern in kursiver Schrift der Originaltitel in der jeweiligen Landessprache. Die Nennung des Originaltitels entfällt, wenn deutscher und Original-Filmtitel identisch sind. Die Gewinner stehen hervorgehoben an erster Stelle.

## 1960er Jahre
1969
John Barry – Der Löwe im Winter (The Lion in Winter)
John Addison – Der Angriff der leichten Brigade (The Charge of the Light Brigade)
Francis Lai – Lebe das Leben (Vivre pour vivre)
Nino Rota – Romeo und Julia (Romeo and Juliet)

## 1970er Jahre
1970
Mikis Theodorakis – Z
Richard Rodney Bennett – Die Frau aus dem Nichts (Secret Ceremony)
Georges Delerue – Liebende Frauen (Women in Love)
Michel Legrand – Thomas Crown ist nicht zu fassen (The Thomas Crown Affair)
1971
Burt Bacharach – Zwei Banditen (Butch Cassidy and the Sundance Kid)
Richard Rodney Bennett – Im Visier des Falken (Figures in a Landscape)
Johnny Douglas – The Railway Children
Arlo Guthrie – Alice’s Restaurant
1972
Michel Legrand – Sommer ’42 (Summer of ‘42)
Charles Dumont – Trafic
John Hammond – Little Big Man
Isaac Hayes – Shaft
1973
Nino Rota – Der Pate (The Godfather)
Richard Rodney Bennett – Die große Liebe der Lady Caroline (Lady Caroline Lamb)
Alfred Ralston – Der junge Löwe (Young Winston)
The Third Ear Band – Macbeth (The Tragedy of Macbeth)
1974
Alan Price – Der Erfolgreiche (O Lucky Man!)
Bob Dylan – Pat Garrett jagt Billy the Kid (Pat Garrett & Billy the Kid)
Taj Mahal – Das Jahr ohne Vater (Sounder)
Mikis Theodorakis – Der unsichtbare Aufstand (État de siège)
1975
Richard Rodney Bennett – Mord im Orient-Expreß (Murder on the Orient Express)
Jerry Goldsmith – Chinatown
Francis Lai – Ein glückliches Jahr (La bonne année)
Michel Legrand – Die drei Musketiere (The Three Musketeers)
Mikis Theodorakis – Serpico
1976
John Williams – Flammendes Inferno (The Towering Inferno) und Der weiße Hai (Jaws)
Jerry Goldsmith – Der Wind und der Löwe (The Wind and the Lion)
Nino Rota – Der Pate – Teil II (The Godfather: Part II)
David Shire – Stoppt die Todesfahrt der U-Bahn 123 (The Taking of Pelham One Two Three)
1977
Bernard Herrmann – Taxi Driver
Jack Nitzsche – Einer flog über das Kuckucksnest (One Flew Over the Cuckoo’s Nest)
Richard M. Sherman und Robert B. Sherman – Cinderellas silberner Schuh (The Slipper and the Rose)
Paul Williams – Bugsy Malone
1978
John Addison – Die Brücke von Arnheim (A Bridge Too Far)
Richard Rodney Bennett – Equus – Blinde Pferde (Equus)
Marvin Hamlisch – Der Spion, der mich liebte (The Spy Who Loved Me)
Paul Williams, Barbra Streisand, Kenny Ascher, Rupert Holmes, Leon Russell, Kenny Loggins, Alan Bergman und Marilyn Bergman – A Star Is Born
1979
John Williams – Krieg der Sterne (Star Wars)
The Bee Gees – Nur Samstag Nacht (Saturday Night Fever)
Georges Delerue – Julia
John Williams – Unheimliche Begegnung der dritten Art (Close Encounters of the Third Kind)

## 1980er Jahre
1980
Ennio Morricone – In der Glut des Südens (Days of Heaven)
Richard Rodney Bennett – Yanks – Gestern waren wir noch Fremde (Yanks)
Carmine Coppola und Francis Ford Coppola – Apocalypse Now
Jerry Goldsmith – Alien – Das unheimliche Wesen aus einer fremden Welt (Alien)
1981
John Williams – Das Imperium schlägt zurück (Star Wars Episode V: The Empire Strikes Back)
Queen und Howard Blake – Flash Gordon
Michael Gore – Fame – Der Weg zum Ruhm (Fame)
Hazel O’Connor – Breaking Glass
1982
Carl Davis – Die Geliebte des französischen Leutnants (The French Lieutenant’s Woman)
Burt Bacharach – Arthur – Kein Kind von Traurigkeit (Arthur)
Vangelis Papathanassiou – Die Stunde des Siegers (Chariots of Fire)
John Williams – Jäger des verlorenen Schatzes (Raiders of the Lost Ark)
1983
John Williams – E. T. – Der Außerirdische (E.T. the Extra-Terrestrial)
George Fenton und Ravi Shankar – Gandhi
Vangelis Papathanassiou – Blade Runner
Vangelis Papathanassiou – Vermißt (Missing)
1984
Ryūichi Sakamoto – Furyo – Merry Christmas, Mr. Lawrence (Merry Christmas, Mr. Lawrence)
Mark Knopfler – Local Hero
Giorgio Moroder – Flashdance
Jack Nitzsche – Ein Offizier und Gentleman (An Officer and a Gentleman)
1985
Ennio Morricone – Es war einmal in Amerika (Once Upon a Time in America)
Ry Cooder – Paris, Texas
Paco de Lucía – Carmen
Mike Oldfield – The Killing Fields – Schreiendes Land (The Killing Fields)
1986
Maurice Jarre – Der einzige Zeuge (Witness)
Harold Faltermeyer – Beverly Hills Cop – Ich lös’ den Fall auf jeden Fall (Beverly Hills Cop)
Brian Gascoigne und Junior Homrich – Der Smaragdwald (The Emerald Forest)
Maurice Jarre – Reise nach Indien (A Passage to India)
1987
Ennio Morricone – Mission (The Mission)
John Barry – Jenseits von Afrika (Out of Africa)
Herbie Hancock – Um Mitternacht (Round Midnight)
Richard Robbins – Zimmer mit Aussicht (A Room with a View)
1988
Ennio Morricone – The Untouchables – Die Unbestechlichen (The Untouchables)
George Fenton und Jonas Gwangwa – Schrei nach Freiheit (Cry Freedom)
Peter Martin – Hope and Glory
Stanley Myers – Wish You Were Here – Ich wollte, du wärst hier (Wish You Were Here)
1989
John Williams – Das Reich der Sonne (Empire of the Sun)
David Byrne, Ryūichi Sakamoto und Cong Su – Der letzte Kaiser (The Last Emperor)
Dick Hyman – Mondsüchtig (Moonstruck)
Lennie Niehaus – Bird

## 1990er Jahre
1990
Maurice Jarre – Der Club der toten Dichter (Dead Poets Society)
George Fenton – Gefährliche Liebschaften (Dangerous Liaisons)
Trevor Jones – Mississippi Burning – Die Wurzel des Hasses (Mississippi Burning)
Carly Simon – Die Waffen der Frauen (Working Girl)
1991
Ennio Morricone und Andrea Morricone – Cinema Paradiso
George Fenton – Memphis Belle
Dave Grusin – Die fabelhaften Baker Boys (The Fabulous Baker Boys)
Carly Simon – Grüße aus Hollywood (Postcards from the Edge)
1992
Jean-Claude Petit – Cyrano von Bergerac (Cyrano de Bergerac)
John Barry – Der mit dem Wolf tanzt (Dances with Wolves)
Howard Shore – Das Schweigen der Lämmer (The Silence of the Lambs)
Hans Zimmer – Thelma & Louise
1993
David Hirschfelder – Strictly Ballroom – Die gegen alle Regeln tanzen (Strictly Ballroom)
John Altman – Hear My Song
Trevor Jones und Randy Edelman – Der letzte Mohikaner (The Last of the Mohicans)
Alan Menken und Howard Ashman – Die Schöne und das Biest (Beauty and the Beast)
1994
John Williams – Schindlers Liste (Schindler’s List)
Alan Menken – Aladdin
Michael Nyman – Das Piano (The Piano)
Marc Shaiman – Schlaflos in Seattle (Sleepless in Seattle)
1995
Don Was – Backbeat
Richard Rodney Bennett – Vier Hochzeiten und ein Todesfall (Four Weddings and a Funeral)
Guy Gross – Priscilla – Königin der Wüste (The Adventures of Priscilla, Queen of the Desert)
Hans Zimmer – Der König der Löwen (The Lion King)
1996
Luis Bacalov – Der Postmann (Il Postino)
Patrick Doyle – Sinn und Sinnlichkeit (Sense and Sensibility)
George Fenton – King George – Ein Königreich für mehr Verstand (The Madness of King George)
James Horner – Braveheart
1997
Gabriel Yared – Der englische Patient (The English Patient)
David Hirschfelder – Shine – Der Weg ins Licht (Shine)
Trevor Jones – Brassed Off – Mit Pauken und Trompeten (Brassed Off)
Andrew Lloyd Webber und Tim Rice – Evita
1998
Nellee Hooper, Craig Armstrong und Marius de Vries – William Shakespeares Romeo + Julia (Romeo + Juliet)
Anne Dudley – Ganz oder gar nicht (The Full Monty)
Jerry Goldsmith – L.A. Confidential
James Horner – Titanic
1999
David Hirschfelder – Elizabeth
Barrington Pheloung – Hilary & Jackie (Hilary and Jackie)
Stephen Warbeck – Shakespeare in Love
John Williams – Der Soldat James Ryan (Saving Private Ryan)

## 2000er Jahre
2000
Thomas Newman – American Beauty
Ry Cooder und Nick Gold – Buena Vista Social Club
Michael Nyman – Das Ende einer Affäre (The End of the Affair)
Gabriel Yared – Der talentierte Mr. Ripley (The Talented Mr. Ripley)
2001
Tan Dun – Tiger & Dragon (臥虎藏龍, Wòhǔ Cánglóng)
T-Bone Burnett und Carter Burwell – O Brother, Where Art Thou? – Eine Mississippi-Odyssee (O Brother, Where Art Thou?)
Stephen Warbeck – Billy Elliot – I Will Dance (Billy Elliot)
Nancy Wilson – Almost Famous – Fast berühmt (Almost Famous)
Hans Zimmer und Lisa Gerrard – Gladiator
2002
Craig Armstrong und Marius de Vries – Moulin Rouge (Moulin Rouge!)
Angelo Badalamenti – Mulholland Drive – Straße der Finsternis (Mulholland Dr.)
Harry Gregson-Williams und John Powell – Shrek – Der tollkühne Held (Shrek)
Howard Shore – Der Herr der Ringe – Die Gefährten (The Lord of the Rings: The Fellowship of the Ring)
Yann Tiersen – Die fabelhafte Welt der Amélie (Le fabuleux destin d’Amélie Poulain)
2003
Philip Glass – The Hours – Von Ewigkeit zu Ewigkeit (The Hours)
Danny Elfman, John Kander und Fred Ebb – Chicago
Wojciech Kilar – Der Pianist (The Pianist)
Howard Shore, Robbie Robertson und The Edge – Gangs of New York
John Williams – Catch Me If You Can
2004
Gabriel Yared und T-Bone Burnett – Unterwegs nach Cold Mountain (Cold Mountain)
Alexandre Desplat – Das Mädchen mit dem Perlenohrring (Girl with a Pearl Earring)
Howard Shore – Der Herr der Ringe – Die Rückkehr des Königs (The Lord of the Rings: The Return of the King)
Kevin Shields und Brian Reitzell – Lost in Translation
The RZA – Kill Bill – Volume 1 (Kill Bill: Vol. 1)
2005
Gustavo Santaolalla – Die Reise des jungen Che – Motorcycle Diaries (Diarios de motocicleta)
Craig Armstrong – Ray
Bruno Coulais – Die Kinder des Monsieur Mathieu (Les choristes)
Jan A. P. Kaczmarek – Wenn Träume fliegen lernen
Howard Shore – Aviator (The Aviator)
2006
John Williams – Die Geisha (Memoirs of a Geisha)
T-Bone Burnett – Walk the Line
George Fenton – Lady Henderson präsentiert (Mrs. Henderson Presents)
Alberto Iglesias – Der ewige Gärtner (The Constant Gardener)
Gustavo Santaolalla – Brokeback Mountain
2007
Gustavo Santaolalla – Babel
David Arnold – James Bond 007: Casino Royale (Casino Royale)
Alexandre Desplat – Die Queen (The Queen)
Henry Krieger – Dreamgirls
John Powell – Happy Feet
2008
Christopher Gunning – La vie en rose (La Môme)
Jonny Greenwood – There Will Be Blood
Alberto Iglesias – Drachenläufer (The Kite Runner)
Dario Marianelli – Abbitte (Atonement)
Marc Streitenfeld – American Gangster
2009
A. R. Rahman – Slumdog Millionär
Alexandre Desplat – Der seltsame Fall des Benjamin Button (The Curious Case of Benjamin Button)
Hans Zimmer und James Newton Howard – The Dark Knight
Benny Andersson und Björn Ulvaeus – Mamma Mia!
Thomas Newman – WALL·E – Der Letzte räumt die Erde auf (WALL·E)

## 2010er Jahre
2010
Michael Giacchino – Oben (Up)
James Horner – Avatar – Aufbruch nach Pandora (Avatar)
T-Bone Burnett und Stephen Bruton – Crazy Heart
Alexandre Desplat – Der fantastische Mr. Fox (Fantastic Mr. Fox)
Chaz Jankel – Sex & Drugs & Rock & Roll
2011
Alexandre Desplat – The King’s Speech
A. R. Rahman – 127 Hours
Danny Elfman – Alice im Wunderland (Alice in Wonderland)
John Powell – Drachenzähmen leicht gemacht (How to Train Your Dragon)
Hans Zimmer – Inception
2012
Ludovic Bource – The Artist
Alberto Iglesias – Dame, König, As, Spion (Tinker Tailor Soldier Spy)
Trent Reznor und Atticus Ross – Verblendung (The Girl with the Dragon Tattoo)
Howard Shore – Hugo Cabret (Hugo)
John Williams – Gefährten (War Horse)
2013
Thomas Newman – James Bond 007: Skyfall (Skyfall)
Mychael Danna – Life of Pi: Schiffbruch mit Tiger (Life of Pi)
Alexandre Desplat – Argo
Dario Marianelli – Anna Karenina
John Williams – Lincoln
2014
Steven Price – Gravity
Henry Jackman – Captain Phillips
Thomas Newman – Saving Mr. Banks
John Williams – Die Bücherdiebin (The Book Thief)
Hans Zimmer – 12 Years a Slave
2015
Alexandre Desplat – Grand Budapest Hotel (The Grand Budapest Hotel)
Jóhann Jóhannsson – Die Entdeckung der Unendlichkeit (The Theory of Everything)
Mica Levi – Under the Skin
Antonio Sánchez – Birdman oder (Die unverhoffte Macht der Ahnungslosigkeit) (Birdman or (The Unexpected Virtue of Ignorance))
Hans Zimmer – Interstellar
2016
Ennio Morricone – The Hateful Eight
Jóhann Jóhannsson – Sicario
Thomas Newman – Bridge of Spies – Der Unterhändler (Bridge of Spies)
Alva Noto, Ryūichi Sakamoto – The Revenant – Der Rückkehrer (The Revenant)
John Williams – Star Wars: Das Erwachen der Macht (Star Wars: The Force Awakens)
2017
Justin Hurwitz – La La Land
Volker Bertelmann und Dustin O’Halloran – Lion – Der lange Weg nach Hause (Lion)
Jóhann Jóhannsson – Arrival
Abel Korzeniowski – Nocturnal Animals
Mica Levi – Jackie: Die First Lady (Jackie)
2018
Alexandre Desplat – Shape of Water – Das Flüstern des Wassers (The Shape of Water)
Benjamin Wallfisch und Hans Zimmer – Blade Runner 2049
Dario Marianelli – Die dunkelste Stunde (Darkest Hour)
Hans Zimmer – Dunkirk
Jonny Greenwood – Der seidene Faden (Phantom Thread)
2019
Bradley Cooper, Lady Gaga und Lukas Nelson – A Star Is Born
Terence Blanchard – BlacKkKlansman
Nicholas Britell – If Beale Street Could Talk
Alexandre Desplat – Isle of Dogs – Ataris Reise (Isle of Dogs)
Marc Shaiman – Mary Poppins’ Rückkehr (Mary Poppins Returns)

## 2020er Jahre
2020
Hildur Guđnadóttir – Joker
Alexandre Desplat – Little Women
Michael Giacchino – Jojo Rabbit
Thomas Newman – 1917
John Williams – Star Wars: Der Aufstieg Skywalkers (Star Wars: The Rise of Skywalker)
2021
Jon Batiste, Atticus Ross, Trent Reznor – Soul
James Newton Howard – Neues aus der Welt (News of the World)
Emile Mosseri – Minari – Wo wir Wurzeln schlagen (Minari)
Trent Reznor, Atticus Ross – Mank
Anthony Willis – Promising Young Woman
2022
Hans Zimmer – Dune
- Nicholas Britell – Don’t Look Up
- Alexandre Desplat – The French Dispatch
- Jonny Greenwood – The Power of the Dog
- Daniel Pemberton – Being the Ricardos

2023
Volker Bertelmann – Im Westen nichts neues
- Carter Burwell – The Banshees of Inisherin
- Alexandre Desplat – Guillermo del Toros Pinocchio (Guillermo del Toro’s Pinocchio)
- Justin Hurwitz – Babylon – Rausch der Ekstase (Babylon)
- Son Lux – Everything Everywhere All at Once

2024
Ludwig Göransson – Oppenheimer
- Jerskin Fendrix – Poor Things
- Daniel Pemberton – Spider-Man: Across the Spider-Verse
- Robbie Robertson (postum) – Killers of the Flower Moon
- Anthony Willis – Saltburn

2025
Daniel Blumberg – Der Brutalist (The Brutalist)
- Volker Bertelmann – Konklave (Conclave)
- Kris Bowers – Der wilde Roboter (The Wild Robot)
- Camille und Clément Ducol – Emilia Pérez
- Robin Carolan – Nosferatu – Der Untote (Nosferatu)